# The Coast Guard's Sister
The Coast Guard's Sister è un cortometraggio muto del 1913 diretto da Charles J. Brabin.

## Trama
Una ragazza finge di essere un uomo per salvare un pescatore minacciato da alcuni contrabbandieri.

## Produzione
Il film - girato in Cornovaglia - fu prodotto dalla Edison Company.

## Distribuzione
Distribuito dalla General Film Company, il film - un cortometraggio in una bobina - uscì nelle sale cinematografiche degli Stati Uniti il 15 agosto 1913. Nell'ottobre 1913, venne distribuito anche nel Regno Unito.